# Cirque du Freak: The Vampire's Assistant
Cirque du Freak: The Vampire's Assistant (Cirque du Freak: El aprendiz de vampiro en México y Argentina, El aprendiz de vampiro en Chile y El circo de los extraños en España)  es la adaptación cinematográfica de los primeros tres libros de la saga de Darren Shan, y se estrenó el 23 de octubre de 2009, en España el 16 de julio de 2010. La película se empezó a filmar el 18 de febrero de 2008 en Nueva Orleans y terminó el 3 de junio de 2008, parte de la película fue filmada en un conjunto construido dentro de un parque en la ciudad de Nueva Orleans.

## Sinopsis
Darren (Chris Massoglia) tiene 16 años y se parece a la mayoría de los chicos de su barrio residencial. Pasa mucho tiempo con su mejor amigo Steve (Josh Hutcherson), saca buenas notas y no suele meterse en líos. Pero el destino ha querido que un circo ambulante se cruce con Darren y con su amigo, y algo empieza a cambiar dentro de él. A partir de ese momento, un vampiro llamado Larten Crepsley (John C. Reilly) le convierte en algo, digamos, sanguinario. 
El recién convertido en no-muerto se une al Cirque du Freak, un espectáculo ambulante poblado de criaturas monstruosas entre las que hay un chico serpiente, un hombre lobo y una mujer barbuda (Salma Hayek), encabezadas por un gigantesco maestro de ceremonias (Ken Watanabe). Mientras Darren aprende a usar sus nuevos poderes en el mundo oscuro, se convierte en una importante pieza para los vampiros y sus temibles enemigos. Además de intentar sobrevivir, el adolescente deberá luchar para que la guerra entre los dos bandos no devore lo que queda del mundo de los vivos.

## Reparto
Vampiros
- John C. Reilly como Larten Crepsley.
- Chris Massoglia como Darren Shan.
- Willem Dafoe como Gavner Purl.

Vampaneze
- Josh Hutcherson como Steve Leonard.
- Ray Stevenson como Murlough.

Humanos
- Michael Cerveris como Desmond Tiny.
- Don McManus como Dermont Shan.
- Morgan Saylor como Annie Shan.
- Christy Hutcherson como Mrs. Leonard
- Elton LeBlanc como Un doliente en funeral.
- Ritchie Montgomery como Pastor.
- Beau Holden como Camionero.
- Henry Robin como Chico Genial.
- Martha Twombly como Pueblerina.
- Beth Burvant como Mamá cantante.
- Trey Burvant como Padre cantante.
- Evelyn Burvant como Chica cantante #1.
- Anna Irene Dawson como Chica cantante #2.
- Dewayne Bateman como Miembro de la audiencia.

Miembros del Cirque Du Freak
- Salma Hayek como Señora Truska.
- Orlando Jones como Alexander Ribs.
- Ken Watanabe como Mr. Tall
- Jessica Carlson como Rebecca.
- Jane Krakowski como Cormac Limbs (versión femenina).
- Patrick Fugit como Evra Von.
- Kristen Schaal como Gertha Teeth.
- Frankie Faison como Rhamus Twobellies.
- Jonathan Nosan como Hans Hands.
- Tom Woodruff Jr. como Wolfman.
- Wayne Douglas Morgan como Merman.
- Sam Medina como hombre de la señora Truska.
- Gino Galento como hombre de la señora Truska.
- Natasha "Sasha" Angelety como Circo loco.
- Michael Dean Baker como Mr. Piercing
- Nokomis Callender como Circo loco.
- Rose Lamarche como Circo loco.
- Stefanie Oxmann Mcgaha "Steff" como Circo loco loco.
- J. J. Standing III como Circo "Pesado".

Adicional
- Erika Jensen como Chica de lluvia.
- Leah Kahn como Arcuaørius Firen
- Armal J. Perkins como Mr. Pipps
- Drew Rin Varick como Loafhead.
- Tim Parati como Mullet Guy.
- Michael Arnona como Pigpen.
- Jay Oliver como El Niño (sin crédito).
- Shelby Temples como Chico en Funeral (sin crédito).
- Shawn Knowles como Mr. Kersey

## Producción
Cirque du Freak: The Vampire's Assistant se filmó entre el 19 de febrero y el 1 de junio de 2008 en Nueva Orleans, Folsom y Baton Rouge, Luisiana. Algunos de los personajes requirieron extensas prótesis y maquillaje, que estuvo a cargo de Steve Koch, Brian Sipe y Mark Garbarino. Las prótesis no agregaron la altura necesaria en ciertas tomas para el personaje de Mr. Tall interpretado por Ken Watanabe, nominado al Premio de la Academia. Aunque Watanabe mide seis pies de alto, un cuerpo doblefue elegido para algunas escenas para acentuar la altura anormal del personaje Mr. Tall. Trevon Flores, un jugador de baloncesto local que mide 6'10" de alto y pesa 210 libras, fue elegido como el doble del cuerpo. Watanabe también utilizó a los entrenadores de diálogo Kathleen S. Dunn y Francie Brown en la preproducción y producción para mejorar aún más su actuación como el ladrador de circo. Las imágenes generadas por computadora también se utilizaron para retratar otros elementos de fantasía.
La escuela secundaria John Marshall en Los Ángeles se utilizó para filmar algunas partes de la película. La escuela autónoma Sophie B. Wright en Nueva Orleans también se utilizó para filmar escenas de la película. Una parte se filmó en un set construido dentro del New Orleans City Park, aproximadamente a 1,000 pies del costado de la carretera, a lo largo de Harrison Avenue.
La fotografía principal comenzó el 8 de febrero de 2008 en Nueva Orleans y concluyó el 3 de junio de 2008. La película fue distribuida por Universal Pictures. En uno de los añadidos al manga de la saga, el director dice que el personaje de Gavner Purl era un indicio de la secuela que quería hacer.

### Música
La partitura de The Vampire's Assistant fue compuesta por Stephen Trask, marcando su tercer largometraje con el director Paul Weitz. La partitura se grabó con un conjunto de 86 piezas de la Sinfónica de Hollywood Studio en el Newman Scoring Stage de 20th Century Fox. La película también incluye las canciones "Algo no está bien conmigo" de Cold War Kids, "Chelsea Dagger" de The Fratellis y "Red Right Hand" de Nick Cave. El tráiler presenta las canciones Asleep From Day de The Chemical Brothers, Bliss de Syntax y Superhero de Immediate Music.

## Liberación
La película se estrenó originalmente el 15 de enero de 2010, pero se trasladó a una fecha de estreno anterior del 23 de octubre de 2009. 

### Recepción de la crítica
El sitio web de agregación de reseñas Rotten Tomatoes asigna a la película una calificación del 38% según 139 críticos con una calificación promedio de 4.87/10. El consenso crítico del sitio dice: "Esta película de vampiros sobrecargada y dispersa adolece de una caracterización deficiente y una mezcla difícil de manejar de sustos y risas". En Metacritic, la película tiene una puntuación de 43 sobre 100, basada en 25 reseñas, lo que indica "críticas mixtas o promedio". El público encuestado por CinemaScore le dio a la película una calificación promedio de "B" en una escala de A+ a F.

### Taquilla
La película se estrenó en 2754 cines en los Estados Unidos y recaudó más de $ 14 millones, alcanzando el puesto número 7 en las listas. En otros países, ganó más de $ 25 millones, lo que le dio un total de taquilla mundial de más de $ 39 millones. En DVD, las ventas en los Estados Unidos superaron los 5,5 millones de dólares. Las ubicaciones de la lista de películas en todo el mundo incluyen alcanzar el puesto número 1 en Ucrania, el número 2 en Hungría, el número 2 en Rusia, el número 2 en los Emiratos Árabes Unidos, el número 3 en México, el número 3 en Portugal, el número 4 en Egipto, el número 4 en Venezuela, #5 en Bélgica, #5 en Perú, #5 en Singapur, #5 en el Reino Unido, #6 en Líbano, #6 en Filipinas, #7 en Bulgaria, #7 en Japón, #8 en Chile , #8 en Colombia, #8 en los Países Bajos, #9 en Austria, #9 en Rumania, #11 en Alemania, #11 en Malasia, #11 en Nueva Zelanda.

## Fechas de estreno
- EUA — Viernes, 23 de octubre de 2009
- Brasil — Viernes, 12 de febrero de 2010
- Suecia — Viernes, 12 de febrero de 2010
- Reino Unido — Viernes, 23 de octubre de 2009
- Países Bajos — Jueves, 18 de febrero de 2010
- Alemania — Jueves, 4 de marzo de 2010
- España - Viernes, 16 de julio de 2010
- Nicaragua—   Jueves, 4 de marzo de 2010
- Argentina—miércoles, 3 de  marzo de 2010
- Honduras— Jueves, 4 de marzo de 2010
- Panamá— Jueves, 4 de marzo de 2010
- Costa Rica—Jueves, 4 de marzo de 2010
- El Salvador —Jueves, 4 de marzo de 2010
- Colombia —  Viernes, 12 de febrero de 2010

## Medios domésticos
La película debutó en DVD y Blu-ray Disc en Canadá, Reino Unido y Estados Unidos a finales de febrero de 2010. En Canadá, al final de su primera semana a la venta y disponible para alquilar, fue el número 1 en la lista de DVD más vendidos de Rogers, el número 2 en la lista de éxito de ventas de Blockbuster Canada y el número 6 en las listas de alquiler de ambos. En los Estados Unidos, ocupó el puesto número 2 en la lista de éxitos de ventas de Rentrak y el número 6 en las listas de alquiler de Blockbuster, Home Media e IMDb. En el Reino Unido alcanzó el puesto número 5 en la lista de los más vendidos de MyMovies y el puesto número 6 en la lista de Yahoo.

## Secuelas canceladas
En un Reddit AMA en marzo de 2015, Darren Shan declaró que Universal había abandonado tres secuelas de Cirque du Freak: The Vampire's Assistant antes del fracaso de la película, además de expresar interés en un posible reinicio futuro de la serie.